# Nanjiecun
Nanjiecun (南街村 ; pinyin : Nán jiē cūn, litt. : Village de la rue du sud) est un village pilote de la banlieue de Xuchang dans la province du Henan en République populaire de Chine,. Les habitants de ce village, 3 400 en 2011, vivent suivant un concept qu'ils qualifient de « socialiste en train de devenir communiste », c'est-à-dire qu'ils travaillent sans recevoir de salaire, mais avec un libre accès aux commodités de la ville : logement mis à disposition par famille, eau et électricité gratuites, tickets repas, écoles et hôpitaux, cinéma...
La philosophie de la ville est centrée sur le culte de la personnalité de Mao, ainsi que tous les principes de collectivisme communiste du début du Grand Bond en avant. Cette particularité attire l'attention sur ce village, qui en tire justement une partie de ses bénéfices,,.

## Récompense
Ce village sert de modèle pour la construction du socialisme ; il a reçu de nombreux prix de la part du gouvernement, et la visite de nombreux officiels chinois. Le culte de la personnalité de Mao y est très poussé. Les statues de Mao, dont une de 9 m de haut en référence à la date de sa mort, le 9 septembre, est située au centre d'une place de 1 081 m2 entourée de 40 drapeaux. Les vêtements traditionnels, les uniformes de l'armée de libération sont portés par tous, jusqu'aux femmes de ménage de l'unique hôtel. L'image de Lei Feng est également très exploitée, ainsi que celles de Lénine et de Staline .

## Travail
L'activité principale du village est une fabrique de statues de Mao Zedong. Les objets sont vendus aux touristes qui viennent visiter ce "village aux 10 étoiles",.
Le directeur, qui est résident, y reçoit un salaire équivalent à 50 euros et précise que le cadre du parti local ne reçoit que 25 euros, afin de respecter le communisme. Ce village doit sa fondation en grande partie à son leader charismatique Wang Hongbin, qui a instauré ces règles depuis 1977.

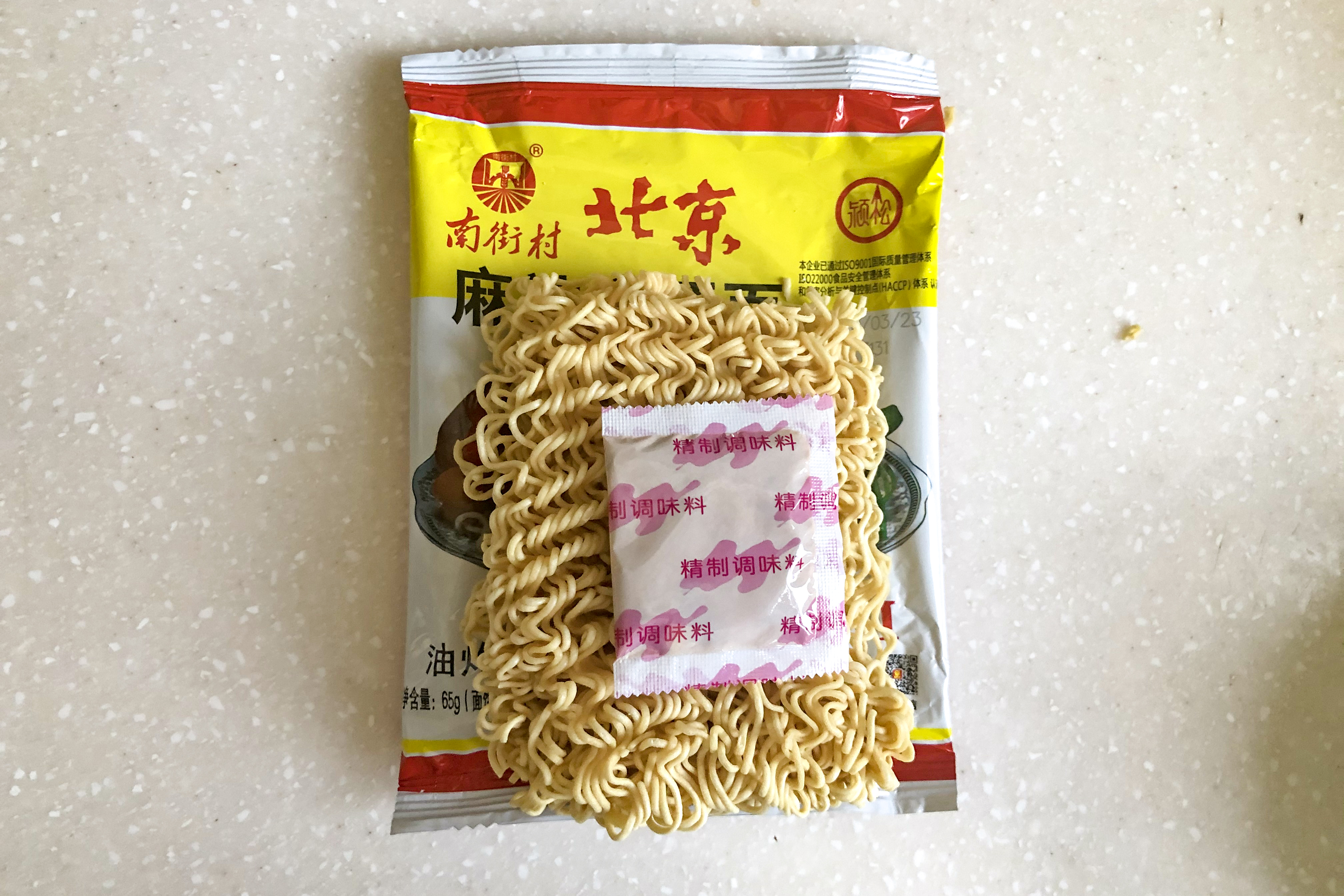
Nouilles instantanées produites à Nanjie

Une seconde usine produit des nouilles dont une bonne partie est destinée à l'exportation vers la Russie.
Les résidents du village qui y travaillent n'ont pas un salaire complet, ils reçoivent un peu d'argent en complément pour les loisirs, environ 60 euros. Les non-résidents venant des villages voisins reçoivent une « compensation » qui est environ le même montant que le salaire de la région, soit l'équivalent d'une centaine d'euros par mois car ils n'ont pas les commodités des résidents.

## Loisirs
Les loisirs sont définis par les autorités de la ville, et se pratiquent en masse. La salle de cinéma diffuse des films choisis (locaux), les voyages sont entièrement organisés et gratuits, et sont centrés sur la visite des lieux dits « rouges », comme par exemple le village de naissance de Mao.
Ce village possède sa propre radio et y diffuse des chants révolutionnaires rouges en permanence, y compris par haut-parleurs dans la rue. Il possède également son imprimerie et son système de transport par bus électriques pour déplacer les touristes.

## 10 étoiles
Les résidents suivent des lois fondées sur un système de 10 étoiles. Tous les trois mois, le comportement de chaque famille est évalué et le nombre d'étoiles attribué pour le trimestre. En fonction de ce nombre, les commodités de la ville sont ouvertes ou non au foyer. En dessous de 7 étoiles, les conditions de vie sont proches de la survie et les résidents préfèrent souvent partir.

### Liste des étoiles
Extrait du règlement standard du foyer civilisé de 10 étoiles du village de Nanjie
1. Étoile communiste : être fidèle au dirigeant du parti communiste ; étudier sérieusement le marxisme-léninisme, la pensée de Mao Zedong et la théorie de Deng Xiaoping.
2. Étoile de responsabilité : avoir un esprit qui aime son poste et respecte son activité, obéir aux désignations de l'organisation ; travailler en groupe, aimer en groupe, exceller en groupe, avoir la forte conscience de maître de notre destin ; être méticuleux dans son travail et pouvoir garantir la qualité pour réaliser toutes sortes de missions.
3. Étoile de l'effort : œuvrer pour la cause de Nanjiecun sans avoir peur de l'effort, sans avoir peur des difficultés, sans avoir peur de se sacrifier, en se dévouant avec enthousiasme, et en pouvant continuer sans relâche tout au long de l'année ; partout et en toutes circonstances manifester un esprit enthousiaste à aider les gens à être prêts à la souffrance afin que le village de Nanjie acquière une bonne réputation et bénéficie du soutien de la population et de l'ensemble de la société et produise un bénéfice social ; chaque mois, des membres des familles doivent réaliser des actions désintéressées et dévouées.
4. Étoile culturelle : étudier avec effort les connaissances culturelles ; réaliser une atmosphère saine où chacun étudie la culture, aime la culture afin que le niveau culturel de chaque membre de famille ne cesse d'augmenter. Participer activement à chaque activité, lire régulièrement des livres, des journaux et des revues, se préoccuper des affaires nationales, ne pas regarder des produits pornographiques, ne pas participer à des activités absolument malsaines.
5. Étoile du respect de la discipline : Pouvoir accepter en toute conscience une éducation au système juridique ; comprendre et respecter la loi ; avoir une forte culture juridique ; respecter consciencieusement toutes les institutions réglementaires, tels les règlements du village et les conventions populaires, ne pas avoir d'actes et de paroles qui nuisent à la réputation de Nanjie. Les membres des familles n'enfreignent pas les contrôles des naissances, n'enfreignent pas les règlements de sanction de gestion de l'ordre public.
6. Étoile du nouvel esprit : ...
7. Étoile technique : ...
8. Étoile de la diligence et de l'économie : ...
9. Étoile de la bonté et de la piété : se montrer bienveillant avec ses parents ; être attentif et s'occuper bien de ses enfants, ne pas les mettre à l'abri de la critique, ne pas être indulgent, ne pas les gâter, être exigeant et sévère avec ses enfants, élever et éduquer ses enfants avec attention, exiger de ses enfants qu'ils aient de riches connaissances scientifiques et culturelles ; mais également qu'ils deviennent des gens droits et honnêtes, les parents doivent tenir compte des difficultés de leurs enfants dans leur travail et leur vie et ne doivent pas avoir des exigences difficiles à réaliser. Respecter et honorer les personnes âgées, subvenir à leurs besoins et les entourer de prévenance, leur assurer le thé et le riz ; soigner en temps voulu les maladies ; organiser convenablement les loisirs familiaux afin de permettre aux personnes âgées de mener paisiblement leurs vieux jours ; faire régner une bonne entente dans la famille, être mutuellement prévenant dans la vie, se soutenir mutuellement dans le travail.
10. Étoile de l'hygiène : réaliser une préservation consciencieuse de l'environnement ; ne pas jeter les déchets à son gré, ne pas cracher par terre, ne pas répandre à son gré de l'eau polluée ; balayer régulièrement les couloirs des immeubles ; préserver l'hygiène publique. Porter attention à son hygiène personnelle ; se laver souvent, changer de vêtements souvent, se coiffer souvent, se couper souvent les ongles ; il ne doit pas y avoir de membre de la famille aux cheveux ébouriffés et à la figure sale. Les pièces du logement doivent être aménagées convenablement ; elles doivent être meublées harmonieusement et en ordre ; les meubles, les ustensiles de cuisine, les ustensiles pour l'hygiène doivent être rangés en ordre ; l'intérieur du logement et la terrasse ne doivent pas être sales et en désordre[6],[Lewkowicz 7].